# Єсенов Врт
Єсенов Врт (словен. Jesenov Vrt) — поселення в общині Костел, регіон Південно-Східна Словенія, Словенія. Висота над рівнем моря: 606,1 м.